# Györffy István (szemész)
Györffy István (Budapest, 1912. február 22. – Budapest, 1999. november 29.) orvos, szemész.

## Életpályája
Szigethi és nádudvari Györffy István (néprajzkutató) (1884–1939) és középlaki Papp Anna gyermekeként született. Testvérei: Györffy György (1917–2000) történész és bisztrai Farkas Ferencné Györffy Anna (1915–2006) grafikus voltak. Felesége 1939-től Gombocz Ilona középiskolai tanár, gyermekei: Györffy Miklós (1942–) irodalomtörténész és Györffy Katalin.
1936-ban szerzett általános orvosi oklevelet a budapesti Pázmány Péter Tudományegyetemen, majd 1938-ban szemész szakorvosi vizsgát tett.
1934–1936 között a Pázmány Péter Tudományegyetem Gyógyszertani Intézete gyakornoka volt, majd 1936–1956 között az I., illetve a II. sz. Szemészeti Klinika egyetemi tanársegéde, 1956–1972 között egyetemi docense, egyúttal 1940–1972 között a Kontaktüveg Laboratórium vezetője, 1972-től tudományos tanácsadója. Budapesten hunyt el, 1999. november 29-én.

## Munkássága
Munkássága során főleg szemészeti protétikával foglalkozott, nevéhez fűződik a törhetetlen műanyagból (akrilát) készült kontaktüveg feltalálása (1939), illetve az ezzel összefüggő speciális kontaklencse-préselési eljárás kidolgozása 1954-ben, amellyel Európában az elsők között kezdte el kontaktlencsék készítését és rendelését. 
Vizsgálta még a szaruhártya-átültetés kérdéseit, szemüveg-optikai és közlekedési szemészeti problémákat. 1964-ben kidolgozta az első magyarországi gépjármű-közlekedési alkalmassági feltételeket, új látásélesség- vizsgáló készüléket szerkesztett. Feldolgozta a 20. században tevékenykedő magyarországi szemorvosok munkásságát is. A világon a leggazdagabb szemészeti vonatkozású éremgyűjteményt gyűjtötte össze.

## Emlékezete
Tevékenységét Leányfalun (Móricz Zsigmond út 40) folytatta, híres magánrendelője Budapesten (Józsefváros, VIII. kerület Bródy Sándor utca) volt. Leányfalun híres botanikus kertet is létesített, ill. személyes emlékei alapján megírta a település történetét is.

## Elismertsége
1972-től tagja volt a Magyar Szemorvosok Társasága vezetőségének, 1975-től a Magyar Orvoséremgyűjtők Társasága elnöke, a Magyar Orvostörténeti Társaság vezetőségi tagja (1985-től). 1959- től a Nemzetközi Kontaktlencse Társaság alapító vezetőségi tagja,  1987-től pedig a Julius Hirschberg Szemészettörténeti Társaság tagja volt. 

## Elismerései
- Az Eye Research Honour Díszoklevele (Chicago, 1959)
- Prentice-jutalom (1975)
- Hirschler Ignác-emlékérem (1985)
- Fick–Kalt– Müller-jutalom (1987)
- Weszprémi István-emlékérem (1988)
- Imre–Blaskovics-emlékérem (1992)
- Apáczai Csere János-díj (1995)

## Főbb munkái
- Dohányzás és nikotinmérgezés. (Természettudományi Közlöny, 1935)
- Ólommérgezés az iparban. (Természettudományi Közlöny, 1936)
- A napvédő szemüvegek. (Természettudományi Közlöny, 1938)
- Kontaktschalen aus Kunststoffen. (Klinische Monatsblatt, 1938)
- Az aniseikoniáról. (Szemészet, 1941)
- A szem fénytörési hibáinak javítása kontaktüveggel. (Orvosi Hetilap, 1941. 16.)
- A szemüveg optikai helyzetének befolyása a látásélességre. (Szemészet, 1942)
- A szaruhártya-átültetés problémája. (Természettudományi Közlöny, 1942)
- A szemüvegoptika fejlődése az utóbbi évtized folyamán. (Orvosképzés, 1943)
- Szemvédelem a mezőgazdaságban. (Egészség, 1943)
- Törhetetlen kontaktüveggel szerzett tapasztalatok. (Orvostudományi Közlemények, 1944)
- Ki alkalmas kontaktüveg viselésére? (Orvosok Lapja, 1947)
- Tolerance of Contact Lenses. (Ophthalmologica, 1948)
- A kontaktkagyló jelentősége és helye a korszerű látásjavításban. (Szemészet, 1951)
- Correction of Unilateral Aphakia with Contact Lenses. 25 Case Records. (Ophthalmologica, 1955)
- Félszemes aphakia javítása kontaktkagylóval. (Szemészet, 1955)
- Műanyagok alkalmazása a szemészetben. (Élővilág, 1958)
- Haptikai kontaktüveg próbasorozat asymmetriás szemformák meghatározásához. (Szemészet, 1959)
- Újabb eredmények a sclerális és corneális kontaktüveg viselhetősége tekintetében. (Orvosi Hetilap, 1961. 44.)
- A látás és megvilágítás jelentősége az éjjeli gépjármű-közlekedésben. (Közlekedéstudományi Szemle, 1962)
- A színlátás jelentősége a gépjárművezetésben. (Orvosi Hetilap, 1962. 21.)
- A kontaktüveg és a keratoplastica jelentősége a keratoconus ellátásában. (Orvosi Hetilap, 1963. 40.)
- A gépjárművezetői alkalmasság szemészeti vonatkozásai. (Szemészet, 1967)
- Magyarországon előkerült két ősszemüveg. (Szemészet, 1969)
- A kontaktlencsék viseléséhez szükséges szemészeti oldatok problémái. 1–2. Csontos Andrással, Keserű Péterrel. (Gyógyszerészet, 1972)
- A szem optikája. Vörösmarty Dániellel. (Bp., 1974)
- A közlekedési alkalmasság orvosszakértői kérdései. (Városi Közlekedés, 1976)
- Magyarországi szemorvosok életrajzi adattára. (Bp., 1987)
- Adatok Leányfalu déli felének hely-, család és kortörténetéhez. (Leányfalu, 1995)
- A XX. században és az ezredfordulón működött magyarországi szemorvosok életrajzi adattára. Szerk. Salacz György. (2. bőv. kiad. Bp., 2004).